# Darapskit
Darapskit ist ein selten vorkommendes Mineral aus der Mineralklasse der „Sulfate“ (und Verwandte, siehe Klassifikation). Es kristallisiert im monoklinen Kristallsystem mit der Zusammensetzung Na3[NO3|SO4]·H2O, ist also chemisch gesehen ein wasserhaltiges Natrium-Nitrat-Sulfat.
Darapskit entwickelt meist tafelige bis prismatische Kristalle von bis zu zehn Zentimetern Größe, findet sich aber auch zusammen mit anderen Salzmineralen in Form körniger Mineral-Aggregate oder seltener als Tropfstein. In reiner Form ist Darapskit farblos und durchsichtig mit glasglänzenden Oberflächen. Durch vielfache Lichtbrechung aufgrund von Gitterbaufehlern oder polykristalliner Ausbildung kann er aber auch weiß erscheinen, wobei seine Transparenz entsprechend abnimmt.

## Besondere Eigenschaften
Darapskit ist leicht wasserlöslich.

## Etymologie und Geschichte
Erstmals entdeckt wurde Darapskit in der Pampa del Toro nahe Oficina Lautaro in der chilenischen Región de Antofagasta und beschrieben 1891 durch August Dietze, der das Mineral nach dem deutsch-chilenischen Chemiker und Mineralogen Ludwig Darapsky (1857–1916) benannte.

## Klassifikation
In der mittlerweile veralteten, aber noch gebräuchlichen 8. Auflage der Mineralsystematik nach Strunz gehörte der Darapskit zur Klasse der „Sulfate, Chromate, Molybdate und Wolframate“ und dort zur allgemeinen Abteilung der „Wasserhaltigen Sulfate mit fremden Anionen“, wo er zusammen mit Carlosruizit, Fuenzalidait, George-Ericksenit, Humberstonit, Klinoungemachit und Ungemachit die unbenannte Gruppe VI/D.16 bildete.
Die seit 2001 gültige und von der International Mineralogical Association (IMA) verwendete 9. Auflage der Strunz’schen Mineralsystematik ordnet den Darapskit in die erweiterte Klasse der „Sulfate (Selenate, Tellurate, Chromate, Molybdate und Wolframate)“, dort allerdings ebenfalls in die Abteilung der „Sulfate (Selenate usw.) mit zusätzlichen Anionen, mit H2O“ ein. Diese ist jedoch weiter unterteilt nach der relativen Größe der beteiligten Kationen und den in der Verbindung vorherrschenden Anion-Komplexen, so dass das Mineral entsprechend seiner Zusammensetzung in der Unterabteilung „Mit großen bis mittelgroßen Kationen; mit NO3, CO3, B(OH)4, SiO4 oder IO3“ zu finden ist, wo es als einziges Mitglied die unbenannte Gruppe 7.DG.05 bildet.
Die vorwiegend im englischen Sprachraum gebräuchliche Systematik der Minerale nach Dana ordnet den Darapskit dagegen in die Klasse der „Carbonate, Nitrate und Borate“ und dort in die Abteilung der „Zusammengesetzten Nitrate“ ein. Hier ist er als einziges Mitglied in der unbenannten Gruppe 20.01.01 innerhalb der Unterabteilung „Zusammengesetzte Nitrate mit anderen Anionen“ zu finden.

## Bildung und Fundorte
Darapskit bildet sich unter ariden Klimabedingungen als Riss- oder Hohlraumfüllung in verfestigtem Regolith und findet sich vorwiegend in Salpeter-Lagerstätten, trockenen Salzböden sowie als Bestandteil von Salzkrusten und -ausblühungen. Als Begleitminerale treten unter anderem Anhydrit, Blödit, Epsomit, Halit, Mirabilit, Nitronatrit und Nitrokalit.
Als seltene Mineralbildung konnte Darapskit bisher (Stand: 2012) nur an wenigen Fundorten nachgewiesen, wobei rund 20 Fundorte als bekannt gelten. Neben seiner Typlokalität Pampa del Toro trat das Mineral in Chile noch an einigen weiteren Orten in der Región de Antofagasta und in der Región de Tarapacá (Provinz Iquique) auf. Daneben fand es sich unter anderem noch an den Salzseen von Qakilik (Ruoqiang) im Mongolischen Autonomen Bezirk Bayingolin in China, in den Kalksteinhöhlen des Cernatals in Rumänien sowie im Death Valley (Kalifornien), der „Blumenhöhle“ des Big-Bend-Nationalparks (Texas) in den USA.

## Kristallstruktur
Darapskit kristallisiert monoklin in der Raumgruppe P21/m (Raumgruppen-Nr. 11) mit den Gitterparametern a = 10,56 Å; b = 6,91 Å; c = 5,19 Å und β = 102,8° sowie 2 Formeleinheiten pro Elementarzelle.